# Euscyrtus concinnus
Euscyrtus concinnus är en insektsart som först beskrevs av Wilhem de Haan 1842.  Euscyrtus concinnus ingår i släktet Euscyrtus och familjen syrsor. Inga underarter finns listade i Catalogue of Life.